# Anita Simoncini
Anita Simoncini es una cantante sanmarinense nacida en Montegiardino el 14 de abril de 1999, que representó a su país, San Marino, en el Festival de la Canción de Eurovisión Junior 2014 dentro del grupo The Peppermints, quedando en el 15 lugar. En septiembre le confirmaron que sería la representante de San Marino en el Festival de la Canción de Eurovisión 2015, junto a Michele Perniola. En Eurovisión canto la canción Chain of lights, quedando en el puesto 16 sin pasar a la final.